# 硫化水素

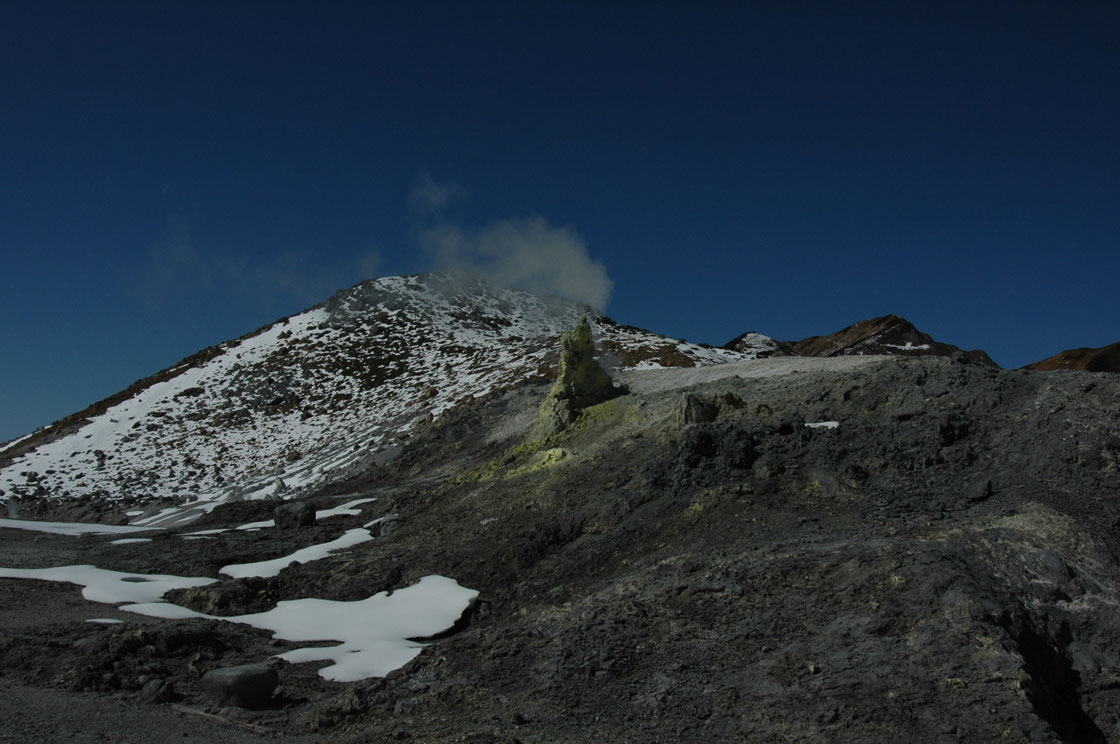
硫化水素や二酸化硫黄を主成分とする火山性ガスを噴出する噴気孔（黒部立山・地獄谷）

硫化水素（りゅうかすいそ、英: hydrogen sulfide）は、化学式 H2S で表される硫黄と水素の無機化合物で、カルコゲン化水素の一つ。別名スルファン（sulfane）。無色の気体で、腐卵臭を持つ。空気に対する比重は1.1905である。

## 特徴
硫化水素は、空気より重く（比重1.1905）、無色、水によく溶け、弱い酸性を示す。
可燃性ガスであり、引火性がある。爆発限界は4.3 – 46 %。燃焼した場合には硫黄酸化物となる。
硫化水素は好気性生物の多くにとっては有毒であるが、酸素非発生型光合成、すなわち水素源として水ではなく硫化水素を用いる事で酸素の代わりに硫黄を放出する緑色硫黄細菌・紅色硫黄細菌などの光合成細菌も存在する一方、硫黄酸化細菌と称される化学合成細菌は硫化水素の酸化に伴い発生するエネルギーで炭酸同化を行う。後者は硫化水素の豊富な海底火山の熱水噴出孔付近で生産者の役割を担い、独自の生態系を形成している。
天然には火山中から火山ガスとして放出されるほか、温泉（硫化水素泉）中に含まれる。人為的な発生源には石油化学工業などがあり、下水処理場、ごみ処理場などにおいても、硫黄が嫌気性細菌によって還元され硫化水素が発生する。飲食店などの厨房排水で設置される分離槽や溜め枡内で、閉店後水が動かなくなると非常によく発生する。糞や屁にも若干含まれる。硫酸塩還元細菌による働きで、口臭にも含まれる。
腐卵臭
硫化水素は、腐った卵の臭いの原因で、その時の特徴的な強い刺激臭は「腐卵臭」と表現される。目、皮膚、粘膜を刺激する有毒な気体である。悪臭防止法に基づく特定悪臭物質のひとつ。
噴火口から出る火山ガスや硫黄泉などの臭いが「硫黄の臭い」と形容される場合があるが、硫黄の単体(S)は無臭であり、これは硫化水素(H2S)の臭いをさしている。空気よりも重いため火山地帯、温泉の吹き出し口などの窪地にたまりやすい。

## 化学的性質
硫化水素は共有結合性の水素化合物で、硫黄と酸素とが周期表において同じ元素の族（第16族）であるため水と分子構造がよく似ている。密度は、空気を1とすると1.190であり空気よりも重い。
水溶液（硫化水素酸）では、硫化水素イオン (HS−) と水素イオン (H+) に電離して弱い酸性を示す。
{\displaystyle {\ce {H2S<=>{HS^{-}}+H^{+}}}}
Ka{\displaystyle {\rm {=1.3\times 10^{-7}mol/L;pK{\mbox{a}}=6.89.}}}
その水溶液はゆっくりと酸素と反応して単体硫黄を生じる。硫化物イオンは固体の状態では知られているが、水溶液の状態では確認されていない（c.f.：酸化物）。pH 滴定により硫化水素の2番目の酸解離定数は10-13付近であるとされてきたが、これはアルカリ溶液における硫黄の酸化が原因の誤認であることが現在、明確に分かっている。現在、pKa2 は19 ± 2と見積もられている。
{\displaystyle {\ce {HS^{-}<=>{S^{2-}}+H^{+}}}}
硫化水素は金属イオンを含む水溶液と反応して、金属硫化物の沈殿を生じる。この硫化物の沈殿生成は硫化水素が弱酸であるため水溶液のpHおよび硫化物の溶解度積に著しく依存する。沈殿の色は、金属イオンの分解・検出の重要なポイントとなる。温泉街など硫化水素が発生しやすい場所では、銀、銅は接触によってサビ・腐食が発生するため持ち込まないようにと注意書きも見受けられる。
燃えると水と二酸化硫黄ができる。
{\displaystyle {\ce {2H2S + 3O2 -> 2SO2 + 2H2O}}}
硫化水素と二酸化硫黄との反応から、単体の硫黄と水が生じる。本反応は硫黄回収装置に応用されている。
{\displaystyle {\ce {2H2S + SO2 -> 3S + 2H2O}}}

## 物理学的性質
およそ90GPaの高圧下で超伝導物質として現時点で最高の転移温度である203 K (−70 °C)で超伝導状態になる。ただしこの高温超伝導は圧力により分解し生成したH3Sであると予測されている。

## 製法

### 実験室的製法
多くの場合金属硫化物に酸性水溶液を加えると硫化水素ガスが発生する。
{\displaystyle {\ce {MS + 2H^+ -> H2S + M^{2+}}}}
このことを利用して、中等教育における理科教育では、試験管を用いて微量の硫化鉄(II)と希塩酸から硫化水素を製造する実験がしばしば行われている。実験室規模での発生では硫化鉄と希硫酸からキップの装置を使って合成する方法もあるが、今日では実験用途では工業的に生産されたガスボンベを利用することが通常である。
毒性の高さから、実験室規模の製法の実施にあたっても、安全性を確保するために十分な換気の確保と理科教員や資格者による監視・管理のもと実施される必要がある。

### 工業的製法
工業的な硫化水素の製造法としては、
- 石油精製の過程において水素化脱硫装置によって生じた硫化水素を含む酸性ガスをアミン水溶液（エタノールアミンが典型的だが限定されない）で吸収したのち、再加熱によって高濃度の硫化水素を含むガスを得る方法（大部分は硫黄回収装置による単体硫黄の製造に使われる）

{\displaystyle {\ce {HOCH2CH2NH2 + H2S <-> HOCH2CH2NH3^+\ + HS^-}}}
- 触媒下でメタンと硫黄を反応させて、二硫化炭素と硫化水素を生成したのち分離精製する方法

{\displaystyle {\ce {CH4 + 4S -> CS2 + 2H2S}}}
- 単体硫黄に水素を添加する熱反応、触媒反応の2段階反応プロセスによって高純度の硫化水素を製造する方法[11][12]

{\displaystyle {\ce {H2 + S -> H2S}}}
がある。

## 用途
チオ有機化合物の合成
メタンチオール、エタンチオールそして、チオグリコール酸など、いくつかの有機硫黄化合物は硫化水素を使って作られる。
硫化アルカリ金属
アルカリ金属あるいはアルカリ金属水酸化物と反応して、生体高分子の分解に使われる硫化水素ナトリウム、硫化ナトリウムのようなアルカリ硫化水素に変換する。クラフト法による皮革の脱毛とパルプの脱リグニンは両方アルカリ硫化物の影響による。
分析化学
硫化水素は分析化学において重要な物質で、金属イオンの定性分析に使われている。この場合、今日では硫化水素を直接用いるのではなく、チオアセトアミドを使う方法が通常用いられる。チオアセトアミドは、ある種の金属イオンと反応したのち加水分解して金属硫化物を与える。この分析では、重金属（と非金属）イオン（例：Pb(II)、Cu(II)、Hg(II)、As(III)）は溶液中の硫化水素の影響で沈殿する。沈殿物は酸により再溶解するが硫化物の種類により条件が異なり、たとえば硫化マンガン(II)および硫化亜鉛などは希塩酸でも溶解し、硫化アンチモンおよび硫化スズ(II)などは濃塩酸により溶解する。硫化銅および硫化銀などは希硝酸により酸化されて溶解するが、硫化水銀は希硝酸でも溶解しない。
硫化金属前駆体
上で示したように多くの金属イオンは硫化水素と反応して対応する硫化物を与えるため、広く利用されている。浮遊選鉱による金属鉱石の浄化では、鉱物粉はよく硫化水素で処理され、分離を促進する。一部の金属はときどき硫化水素によって不動態を作る。水素化脱硫に使われる触媒は硫化水素によって活性化し、精製所で使われる金属触媒の作用は硫化水素によって影響を受ける。触媒中の活性金属の代表的なものとしてモリブデンがあり、層状に配列した多層構造を持つものが多い。
その他
硫化水素はガードラースルフィド法 によって、通常の水から重水を分離するのにも使われる。これは硫化水素分子と水分子との間の重水素の分配率の違いを利用したものである。
{\displaystyle {\ce {H2O(l) + HDS(g) <=> HDO(l) + H2S(g)}}}
{\displaystyle K=1.01}

## 生体内での役割
生体内での硫化水素は、シグナル分子としての機能、細胞保護因子としての機能（グルタミンの合成促進、抗酸化作用、アポトーシス抑制など）があるとされている。処理可能な範囲の過剰な硫化水素は、ミトコンドリア膜上にあるスルフィド‐キノンオキシドレダクターゼなどによりペルスルフィドに代謝され、硫黄ジオキシゲナーゼによって亜硫酸となり、さらにロダネーゼによりチオ硫酸に代謝される。

## 毒性
労働安全衛生法の第2類特定化学物質に毒薬指定をされている。化学的な反応性の高さによる皮膚粘膜への刺激性とミトコンドリアに所在するシトクロムcオキシダーゼの阻害が挙げられる。
シトクロムcオキシダーゼ阻害作用は非常に急速に発生する。高濃度での曝露を受けた場合には数呼吸で肺の酸素分圧が低下することによる呼吸麻痺を起こし、呼吸中枢が活動できなくなる結果昏倒に至る。この現象は「ノックダウン」とよばれる。皮膚粘膜への刺激性は中長期的な影響となり、気管支炎や肺水腫を起こす。年余にわたる微量の曝露では変異原性が指摘されている。
嗅覚の麻痺
硫化水素は独特の臭気があるが嗅覚を麻痺させる作用もあり（鼻が馬鹿になるという）、すぐに高濃度でも匂いを感じなくなる。したがって濃度が致死量を超えていても嗅覚で知覚できないケースもある。知らずに近づいた登山者やスキー客・温泉客が死亡する例も見受けられる。
管理
鉱工業においてはビルの汚水槽や排水プラントなどの下水道施設、化学工業・実験施設において事故が度々発生しており、このような場所での作業では監視・管理が法規制されている。防護なしでの救援作業では二次災害も起こりうる。
死亡
即死濃度に満たない濃度の硫化水素ガスを長時間吸引して死亡した場合、遺体に暗紫赤色や緑色を帯びた暗赤褐色の死斑が現れたり、遺体の臓器が灰緑色になったりすることがある。これらは血液に含まれるヘモグロビンに硫化水素が作用して、硫化ヘモグロビンになることによる。
即死濃度 (800〜1000ppm) 以上の高濃度硫化水素ガスを吸引して死亡した場合には、体内で形成される硫化ヘモグロビンの量が少ないため、死斑や血液の色調は通常の急死の場合とほぼ同じであり、遺体が緑色になるということはない。

### 救出
前述の通りの毒性の高さや皮膚粘膜への刺激性や空気より重い性質などから、急性中毒者の不用意な救出は深刻な二次被害をもたらす危険がある。とくに、急性中毒者を助け起こそうとする試みは救助者にとって致命的なものとなる可能性がある。救助活動には空気呼吸器の着装が必須であり、化学防護服の着装が望ましいとされている。発生室内を不用意に換気するのも（空気より重いので拡散が遅く）周囲への二次被害の危険がある。各地の消防においては、簡易型硫化水素除去装置などを配備し、安全濃度に至るまで活性炭に吸着させるなどの処置をとっている。引火性もあるため、救出時には火気への注意が必要である。

### 治療
急性中毒の治療は、まず外気に当てて衣服などに含まれる硫化水素を飛ばし、患者には100 %酸素を吸入させる。その際、ジャクソンリースのような再呼吸式の吸入具は有毒ガス呼出の妨げとなるため使用してはならない。
効果は疑わしいながらも解毒剤として示されているのは亜硝酸アミルなどの亜硝酸化合物のみである。硫化水素の毒性はシアン化物と同様のシトクロムcオキシダーゼ阻害作用によるものである。解毒のメカニズムとしては、亜硝酸アミルがヘモグロビンのヘム鉄のFe2+を酸化させてFe3+のメトヘモグロビンとなり、さらに硫化水素イオンがメトヘモグロビンのFe3+と配位結合することによって、動物ミトコンドリアの酸化型のシトクロムcオキシダーゼのFe3+への硫化水素イオンの配位結合を防いで無毒化される。ただし、硫化水素はシアン化物に比べてメトヘモグロビンへの親和性が低く、亜硝酸アミルによるメトヘモグロビンの生成に時間がかかり、体内での硫化水素の分解時間が短いので効果が少ないとする考えもある。
硫化水素は血管壁の亜酸化窒素合成を阻害することが毒性の発現経路の一つであるためだが、曝露後数分以内に投与しなければ著効が期待できない。
最初の数時間を乗り切った重症患者は、のちに急性肺傷害を発病する危険性が高い。このため気管挿管と人工呼吸器管理が必要となるが、これらの処置を行う医療従事者は2次汚染を防ぐための万全の対策を以て臨んでいる。

### 濃度対危険度
| 濃度（単位：ppm）         | 作用                                   |
| ------------------------- | -------------------------------------- |
| 1000 - 2000 (0.1 - 0.2 %) | ほぼ即死                               |
| 600                       | 約1時間で致命的中毒                    |
| 200 - 300                 | 約1時間で急性中毒                      |
| 100 - 200                 | 症状：嗅覚麻痺                         |
| 50 - 100                  | 症状：気道刺激、結膜炎                 |
| 5                         | 日本産業衛生学会における許容濃度       |
| 1                         | 労働安全衛生法における作業環境管理濃度 |
| 0.41                      | 不快臭                                 |
| 0.02 - 0.2                | 悪臭防止法に基づく大気濃度規制値       |
| 0.00041                   | 臭いの閾値                             |

## 社会問題
2007年頃より硫化水素を使用して自殺する事件が度々起こっており、2008年3月頃からは特に急増している。警察庁によると硫化水素による自殺者は2007年に通年で27件29人だったことに対し、2008年1月から5月の5か月間で489件517人にまで急増、11月には1000人を超えていると報告された。
2009年11月17日に日本政府がまとめた自殺対策白書では、硫化水素ガス自殺において、自殺者数の増加と新聞やテレビなどマスメディアでの露出は比例したと結論付けており、メディアの無秩序な報道が自殺増加の原因と考えられている。
この際、救助しようとした人間が巻き込まれたり、階下の住民が巻き添えとなった事例も報告されている。高い確実性のある自殺の具体的手法がインターネット上に多数流通していることを受け、京都府警察がプロバイダにこれらの情報の削除を要求する事態にまで発展した。その後、警察庁は各都道府県警察本部に対し、硫化水素ガスの自殺目的での製造を教示する情報について、「情報自体から、違法行為を直接的かつ明示的に請負・仲介・誘引する情報」としてプロバイダなどに有害情報として削除などの措置を依頼することを求める通達を出した。同通達別添によれば、インターネット・ホットラインセンターに対しても、業務委託仕様書上の位置付けとして同様の扱いを求めたとしている。
一部で「硫化水素で自殺すると綺麗に死ぬ」という主旨の記述が散見されるが、実際には一般に入手できる材料を用いて高濃度の硫化水素ガスを発生させることは困難であるため、致死量を吸い込む前に上記の通りの呼吸器系への傷害による痛みや麻痺による窒息を発症し、何時間も苦しんでから死亡する場合が多いとも言われる。前述のように硫化水素で中毒死した遺体には緑色の死斑も発生することや、一般的に窒息死では死後の筋弛緩による死後排便・死後排尿が発生しうることもあり、綺麗に死ねるとは言いがたい。
一部ではその毒性から、無差別テロに悪用されるのではないかという指摘もある。実際、2008年5月7日に硫化水素を使用しての強盗事件や、10月14日には殺人未遂事件も発生している。
2008年より硫化水素が発生した際の救出訓練を行う場所も多くなった。京阪宇治バス京田辺営業所では、2008年6月にバス車内で硫化水素が発生した際の避難および救出の訓練を実施した。この訓練の様子はNHKのニュースでも放送された。
石膏ボードの廃棄費用による不法廃棄問題では、汚染された地域から硫化水素が発生した。
2016年には、神戸市で入浴剤とトイレ用洗剤を混合して硫化水素を発生させ、自殺に偽装しようとする事件も発生した。